# Вармалей
Вармалей (рос. Вармалей) — село в Дальнеконстантиновському районі Нижньогородської області Російської Федерації.
Населення становить 41 особу. Входить до складу муніципального утворення Бєлозеровська сільрада.

## Історія
Від 2009 року входить до складу муніципального утворення Бєлозеровська сільрада.

## Населення
| 2002 | 2010 |
| ---- | ---- |
| 69   | ↘41  |